# Blabomma guttatum
Blabomma guttatum är en spindelart som beskrevs av Chamberlin och Ivie 1937. Blabomma guttatum ingår i släktet Blabomma och familjen kardarspindlar. Inga underarter finns listade.